# پل پراتس
پل پراتس (انگلیسی: Pol Prats؛ زادهٔ ۲۵ مهٔ ۱۹۹۹) بازیکن فوتبال اهل اسپانیا است.
از باشگاه‌هایی که در آن بازی کرده‌است می‌توان به باشگاه خیمناستیک تاراگونا اشاره کرد.